# آلان مارك
آلان مارك (بالفرنسية: Alain Marc) هو سياسي فرنسي، ولد في 29 يناير 1957 في الدائرة الرابعة عشرة في باريس في فرنسا. حزبياً، نشط في الاتحاد من أجل حركة شعبية والحزب الراديكالي. وقد انتخب نائب فرنسي عن دائرة Aveyron's 3rd constituency ‏ خلال فترته النيابية (20 يونيو 2012 – 30 سبتمبر 2014) وانتخب عضو مجلس الشيوخ الفرنسي عن دائرة أفيرون (1 أكتوبر 2014 – ) وانتخب نائب فرنسي عن دائرة Aveyron's 3rd constituency ‏ خلال فترته النيابية ‏ (20 يونيو 2007 – 19 يونيو 2012).